# محاصره کاکه‌گاوا
محاصره کاکه‌گاوا (انگلیسی: Siege of Kakegawa) یکی از جنگ‌های خاندان ایماگاوا در مقابل مهاجمان‌های مختلف در طول دوره سنگوکو در ژاپن بود.
این محاصره در زمان حکمرانی ایماگاوا اوجیزانه، پسر ایماگاوا یوشیموتو بر قلعه کاکه‌گاوا انجام گرفت. این قلعه توسط هاتوری هانزو که تحت فرمان توکوگاوا ایه‌یاسو بود، محاصره شد. پس از یک نبرد طولانی، مذاکرات آغاز شد و ایماگاوا اوجیزانه حاضر به تسلیم قلعه در ازای حمایت ایه‌یاسو در به دست آوردن قلمرو سابق خود در ولایت سوروگا شد.